# Stazione di Davos Monstein
La stazione di Davos Monstein, gestita dalla Ferrovia Retica è posta sulle linea Davos-Filisur.
È posta a Davos, nel cantone svizzero dei Grigioni.

## Storia
La stazione entrò in funzione nel 1909 insieme alla linea Davos-Filisur.